# Ancée fils de Lycurgue
Pour les articles homonymes, voir Ancée.
Dans la mythologie grecque, Ancée (en grec ancien Ἀγκαῖος / Ankaĩos) est un prince d'Arcadie, fils aîné du roi Lycurgue.

## Étymologie
Le nom « Ἀγκαῖος / Ankaĩos », déjà étudié par Eustathe de Thessalonique, semble lié à la force et l'habileté à combattre d'Ancée et de son homonyme le lutteur vaincu par Nestor. Il est rapproché de la racine indo-européenne « *ang- », correspondant aux noms grecs « ὀγκή / onkḗ » (« articulation ») et « ἀγκάς / ankás » (« bras »), ainsi qu'au thème « ἀγκ- / ank- », qui se retrouve dans de nombreux mots liés à la courbure. Le lien avec « ἄγκος / ánkos (« vallée ») est moins plausible.

## Mythe
Il participe à l’expédition des Argonautes et à la chasse au sanglier de Calydon, où il est mortellement blessé par la bête.
Il est le père d’Agapénor, meneur des Arcadiens lors de la Guerre de Troie.

## Réception
L'astéroïde troyen de Jupiter (26057) Ancée est nommé d'après le héros grec après sa découverte le 30 septembre 1983 à Palomar.

### Sources antiques
- Apollonios de Rhodes, Argonautiques [détail des éditions] [lire en ligne].
- Pausanias, Description de la Grèce [détail des éditions] [lire en ligne], VIII, 45, 2 et 7.
- Pseudo-Apollodore, Bibliothèque [détail des éditions] [lire en ligne], I, 8, 2 ; I, 9, 16 ; III, 9, 2.